# Kelsall (Royaume-Uni)
Kelsall est une paroisse civile et un village du Cheshire, en Angleterre.